# Antonio Samorè
Antonio Samorè (Bardi, 4 de dezembro de 1905 — Roma, 3 de fevereiro de 1983) foi um cardeal italiano, enviado pelo Papa João Paulo II como seu representante no Conflito de Beagle, diante do agravamento da situação naquele conflito e a iminência de uma guerra entre Argentina e Chile, no final de 1978.
Em 22 de dezembro de 1978, em discurso aos cardeais para cumprimentos de boas festas, o Papa João Paulo II se referiu a esta missão de Samorè:
| “ | Depois, no dia de ontem, diante das notícias cada vez mais alarmantes que chegavam sobre o agravamento, e sobre o possível, e mesmo temido por não poucos como iminente, precipitar-se da situação, dei conhecimento às Partes da minha disposição — mais até, desejo — de enviar às duas Capitais um representante meu especial, para conseguir mais imediatas e concretas informações sobre as respectivas posições e para se examinarem e procurarem em conjunto as possibilidades duma honrosa composição pacífica do litígio. | ” |
|   | — Papa João Paulo II - Discurso aos Cardeais - 22/12/1978. |   |

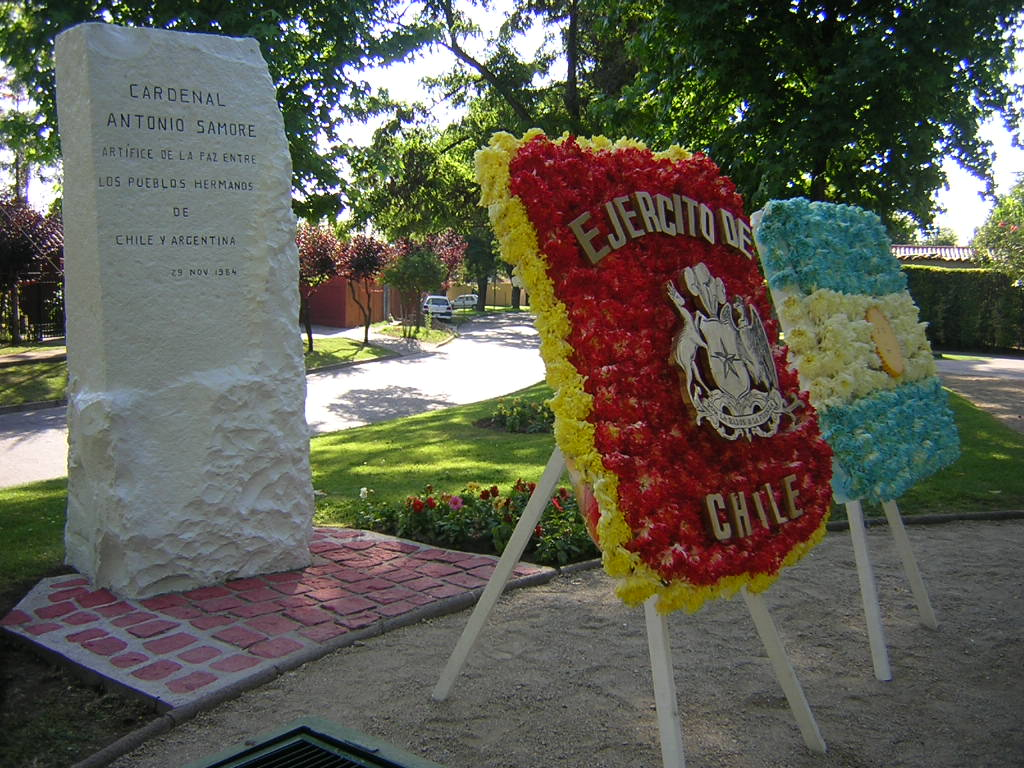
Homenagens diante do monumento ao Cardeal Antonio Samorè, em Santiago do Chile.

A missão teve sucesso, com os dois países chegando a um acordo. A solução definitiva seria em 29 de novembro de 1984, quase seis anos após o início das negociações, com a assinatura pelos dois países, do Tratado de Paz e Amizade diante do Papa, no Vaticano. O Cardeal Samorè, porém, não chegou a testemunhar este desfecho final do conflito.
| “ | O nosso coração sofre por esta repentina morte, que nos priva da presença material e do convívio deste distinto Purpurado, ao qual muitos de nós, e em primeiro lugar quem vos fala, estavam ligados por profundos vínculos de estima e de afecto.Em Dezembro de 1978, num momento delicado das relações entre a Argentina e o Chile, escolhi o Cardeal Samoré como meu Enviado Especial junto dos dois Governos.(...) A esta delicadíssima tarefa ele aplicou-se até ao fim com a habitual sabedoria, ponderação e fervor. Faço votos por que, com a ajuda do Senhor, a paciente obra realizada pelo Cardeal Samoré possa ser coroada, o mais breve possível, do bom sucesso que todos desejamos. | ” |
|   | — Homilia do Papa João Paulo II - Exéquias do Cardeal Antonio Samorè - 5/2/1983. |   |